# 雲仙市立吾妻中学校
雲仙市立吾妻中学校（うんぜんしりつ あづまちゅうがっこう）は、長崎県雲仙市吾妻町大木場名にある公立中学校。

## 概要
歴史
1947年（昭和22年）の学制改革の際に新制中学校として創立された「守山中学校」と「山田中学校」の2校が統合されて、1956年（昭和31年）に「吾妻村立吾妻中学校」となった。2011年（平成23年）に創立55周年を迎えた。
校訓
「ともに学び ともに創り ともに輝く」
学校教育目標
「敬い、鍛え、学び合い、心身ともに豊かでたくましい生徒の育成」
校章
鳥とタコの絵を組み合わせたものを背景にして、中央に「中」の文字を置いている。
校歌
作詞は島内八郎、作曲は木野普見雄による。歌詞は4番まであり、各番に校名の「吾妻校」が登場する。一般に歌われるのは2番までであり、3・4番はあまり知られていない。
校区
雲仙市吾妻地区（旧・吾妻町）全域。小学校区は雲仙市立大塚小学校、雲仙市立川床小学校、雲仙市立鶴田小学校。
生徒会活動
リングプル収集活動、エコキャップの収集活動、靴箱日本一運動や、オアシスハ運動などに積極的に取り組んでいる。

## 沿革
前史（旧・守山中学校）
- 1947年（昭和22年）
  - 4月1日 - 学制改革（六・三制の実施）が行われる。
    - 守山村国民学校の初等科が改組され、守山村立守山小学校となる。
    - 守山村国民学校の高等科が青年学校の普通科とともに改組され、新制中学校「守山村立守山中学校」が発足。
      - 守山小学校に併設される。初代校長は村山直一。

  - 4月28日 - 開校式を挙行。
- 1949年（昭和24年）3月12日 - 中学校新校舎が完成し移転を完了（同年3月20日に落成式を挙行）。
- 1954年（昭和29年）4月1日 - 守山村と山田村が合併して「吾妻村」が発足。これに伴い「吾妻村立守山中学校」に改称。
- 1956年（昭和31年）8月31日 - 吾妻村立山田中学校との統合により閉校（廃校式を挙行）。

前史（旧・山田中学校）
- 1947年（昭和22年）
  - 4月1日 - 学制改革（六・三制の実施）が行われる。
    - 山田村国民学校の初等科が改組され、山田村立第一小学校となる。
    - 山田村国民学校の高等科が青年学校の普通科とともに改組され、新制中学校「山田村立山田中学校」が発足。
      - 山田小学校に併設される。初代校長は栗原次男。

  - 4月8日 - 開校式を挙行。
- 1948年（昭和23年）4月10日 - 中学校新校舎が完成し移転を完了（同年10月19日に落成式を挙行）。
- 1954年（昭和29年）4月1日 - 守山村と山田村が合併して「吾妻村」が発足。これに伴い「吾妻村立山田中学校」に改称。
- 1956年（昭和31年）8月31日 - 吾妻村立守山中学校との統合により閉校（廃校式を挙行）。

統合・吾妻中学校
- 1956年（昭和31年）
  - 9月1日 - 吾妻村立の中学校2校（守山・山田）が統合され、「吾妻村立吾妻中学校」が開校。開校式を挙行。初代校長は錦戸威彦。
  - 9月29日 - 新校舎落成式を挙行。祝賀村民体育祭が開催される。
- 1957年（昭和32年）
  - 7月25日 - 大水害により村中が多大な被害を受ける中、吾妻中学校に関しては比較的少ない被害で済む。
  - 12月8日 - 屋内体育館兼講堂が完成。
- 1961年（昭和36年）9月21日 - 理科室と技術室が完成。
- 1963年（昭和38年）4月1日 - 吾妻町の発足により「吾妻町立吾妻中学校」に改称。
- 1966年（昭和41年）10月16日 - 創立10周年を記念してPTAにより中庭が整備される。
- 1968年（昭和43年）9月5日 - 運動場散水施設が完成。
- 1972年（昭和47年）2月13日 - 町営の武道館（現・雲仙市吾妻武道館）が校地内に完成。
- 1974年（昭和49年）5月30日 - 運動場の緑化作業を実施。
- 1976年（昭和51年）
  - 8月17日 - 柔道部が全国大会に出場。
  - 11月5日 - 創立20周年を記念して記念文化祭を開催。その他にも記念植樹、図書文庫の寄贈、校旗の新調が行われる。
- 1977年（昭和52年）11月21日 - 教育相談室を設置。
- 1978年（昭和53年）
  - 9月25日 - 体育館建設のために家庭科室を移転。
  - 9月28日 - 旧家庭科室の解体を開始。
- 1979年（昭和54年）
  - 4月5日 - 体育館が完成。
  - 5月6日 - 部室が完成。
- 1980年（昭和55年）11月28日 - 屋外掲示板を設置。
- 2005年（平成17年）10月11日 - 雲仙市の発足により、「雲仙市立吾妻中学校」（現校名）に改称。
- 2022年（令和4年）11月1日 - 校則変更。冬服スカートの吊りひもを廃止（吊りスカート→スカートへの変更）、靴下の選択色を増やす。[1]

## 部活動
運動部
- 剣道部
- 柔道部
- 卓球部
- 野球部（男子）
- サッカー部（男子）
- ソフトテニス部
- バスケットボール部
- バレーボール部

文化部
- 吹奏楽部

## 交通アクセス
最寄りの鉄道駅
- 島原鉄道線「吾妻駅」下車後、徒歩10分。

最寄りのバス停
- 島鉄バス「吾妻駅前」バス停

最寄りの国道
- 国道251号（島原街道）

## 周辺
- 雲仙市吾妻体育館
- 雲仙市吾妻武道館
- 吾妻中便局
- 雲仙市商工会吾妻支所